# Gran Premio Costa degli Etruschi 2000
Il Gran Premio Costa degli Etruschi 2000, quinta edizione della corsa, si svolse il 6 febbraio su un percorso di 171 km. Fu vinto dall'italiano Mario Cipollini della Saeco-Valli & Valli che prevalse in volata sui suoi connazionali Endrio Leoni e Mauro Zinetti.

## Ordine d'arrivo (Top 10)
| Pos. | Corridore         | Squadra                 | Tempo    |
| ---- | ----------------- | ----------------------- | -------- |
| 1    | Mario Cipollini   | Saeco-Valli & Valli     | 4h05'00" |
| 2    | Endrio Leoni      | Alessio                 | s.t.     |
| 3    | Mauro Zinetti     | Team Colpack            | s.t.     |
| 4    | Marco Zanotti     | Liquigas-Pata           | s.t.     |
| 5    | Luca Paolini      | Mapei-Quick Step        | s.t.     |
| 6    | Matteo Tosatto    | Fassa Bortolo           | s.t.     |
| 7    | Crescenzo D'Amore | Mapei-Quick Step        | s.t.     |
| 8    | Zoran Klemenčič   | Vini Caldirola-Sidermec | s.t.     |
| 9    | Igor Astarloa     | Mercatone Uno-Albacom   | s.t.     |
| 10   | Flavio Zandarin   | Alessio                 | s.t.     |